# La gabbia (programma televisivo)
La gabbia è stato un programma televisivo italiano di genere talk show politico, condotto da Gianluigi Paragone e andato in onda su LA7 in prima serata con cadenza settimanale, dall'11 settembre 2013 al 28 giugno 2017.
Dal 21 settembre 2014 il programma era stato collocato nei palinsesti della domenica. Dalla seconda parte dell'edizione 2014-2015 è ritornato in onda nei palinsesti del mercoledì. Il programma è stato chiuso il 28 giugno 2017.

## Il programma
Il programma segna l'approdo di Gianluigi Paragone a LA7. Nato da un'idea dello stesso Paragone e di Sergio Bertolini, ogni puntata è caratterizzata da un contributo musicale della band del conduttore: Gli Skassakasta. Nel dibattito oltre all'intervento degli ospiti politici, interviene anche il pubblico presente in studio: ne La Gabbia partecipano anche Saverio Raimondo e Paolo Hendel nelle vesti di Carcarlo Pravettoni. Notare che La Gabbia ha sconfitto nell'auditel prima il talk rivale di Rai 2 e poi il nuovo talk di Rete 4 costringendo il primo a cambiare il giorno di programmazione. Il capoprogetto de La Gabbia è Sergio Bertolini, mentre gli autori sono Alessandro Montanari, Giuseppe Ciulla, Stefania Cioce e Francesco Borgonovo.

## Edizioni e ascolti

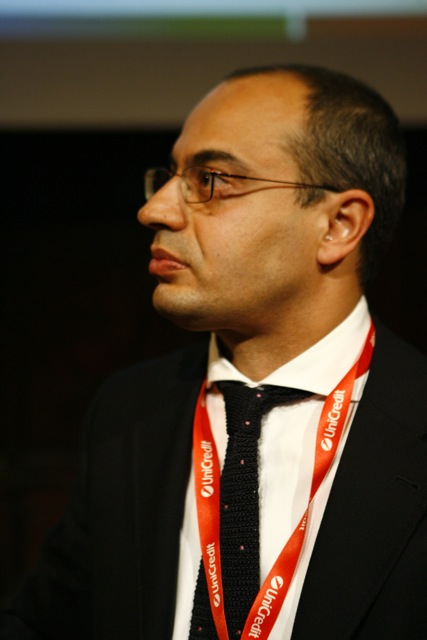
Il conduttore del programma Gianluigi Paragone (foto del 2011)

| Edizione | Inizio            | Fine           | Conduzione         | Telespettatori | Share | Puntate |
| -------- | ----------------- | -------------- | ------------------ | -------------- | ----- | ------- |
| 1ª       | 11 settembre 2013 | 2 luglio 2014  | Gianluigi Paragone | 821.000        | 3,81% | 42      |
| 2ª       | 21 settembre 2014 | 24 giugno 2015 | Gianluigi Paragone | 650.000        | 3,11% | 37      |
| 3ª       | 9 settembre 2015  | 3 agosto 2016  | Gianluigi Paragone | 719.000        | 3,31% | 44      |
| 4ª       | 14 settembre 2016 | 28 giugno 2017 | Gianluigi Paragone |                |       | 34      |

  Massimo
  Minimo

### Prima edizione (2013-2014)
La prima edizione del programma, in onda il mercoledì e condotta in prima serata (fascia oraria 21:10-0:15) su LA7 da Gianluigi Paragone, è iniziata l'11 settembre 2013 ed è andata in onda fino al 18 dicembre 2013 in cui si è fermata per la consueta pausa natalizia.
Visto il successo Auditel (superiore alla media degli ascolti di LA7 in quel periodo), La Gabbia proseguirà anche dopo la consueta pausa natalizia: infatti il programma, condotto in prima serata (fascia oraria 21:10-0:15) da Gianluigi Paragone su LA7 ogni mercoledì, è tornato in onda dall'8 gennaio 2014 fino al 2 luglio 2014.
Dal 2 marzo 2014 La gabbia viene trasmesso la domenica sera perché il prime time del mercoledì passa a Le invasioni barbariche di Daria Bignardi: dal 16 aprile 2014 La gabbia ritorna nel prime time del mercoledì. Visto il successo Auditel (superiore alla media degli ascolti di LA7 in quel periodo), il programma viene riconfermato per una seconda edizione.

### Seconda edizione (2014-2015)
La seconda edizione, in onda la domenica e condotta in prima serata (fascia oraria 21:10-0:15) su LA7 da Gianluigi Paragone, è iniziata il 21 settembre 2014 andando in onda fino al 21 dicembre 2014 in cui si è fermata per la consueta pausa natalizia.
Malgrado gli ascolti non siano stati superiori alla media di LA7, La Gabbia prosegue anche dopo la consueta pausa natalizia: il talk show, condotto in prima serata (fascia oraria 21:10-0:15) da Gianluigi Paragone su LA7 di domenica dall'11 gennaio 2015 fino al 19 aprile e di mercoledì dal 29 aprile al 24 giugno. Domenica 5 aprile 2015 il programma non va in onda perché La gabbia va in pausa a causa delle vacanze pasquali.
Nella seconda edizione viene allontanato dalla trasmissione il giornalista Paolo Barnard reo (secondo i critici) di avere insultato con estrema volgarità le donne sul proprio sito internet. Barnard successivamente, oltre a lamentarsi della mancanza di una qualsiasi protezione legale da parte della rete (La7), replicò che fu invece lui stesso ad andarsene via dal programma di sua spontanea volontà.

### Terza edizione (2015-2016)
La terza edizione è andata in onda dal 9 settembre 2015 al 3 agosto 2016, il mercoledì in prima serata, sempre con la conduzione di Gianluigi Paragone. Dal 29 giugno 2016 è andata in onda la versione estiva del programma, chiamata La Gabbia Open, in uno studio radicalmente rinnovato. 

### Quarta edizione (2016-2017)
La quarta edizione, ormai ribattezzata La Gabbia Open, è andata in onda dal 14 settembre 2016 al 28 giugno 2017, il mercoledì in prima serata, sempre con la conduzione di Gianluigi Paragone, in uno studio rinnovato. Dopo l'arrivo del neo direttore di La7, Andrea Salerno, il 28 giugno 2017 La gabbia viene cancellato dai palinsesti dopo 157 puntate e uno share medio tra il 3,10 e il 3,80%.

## La chiusura
In seguito alla chiusura, il giornalista ed ex partecipante della trasmissione Paolo Barnard ha ipotizzato che la chiusura del programma derivasse dall'incapacità del conduttore nel proporre un format efficace ed incisivo con la conseguente stagnazione degli ascolti (fermi da anni al 3%), mentre altri (come Diego Fusaro, anche lui ospite del programma) hanno associato la chiusura del programma al tentativo di far tacere una voce di dissenso contraria ai poteri forti.